# Котлик (Челябинская область)
Котлик — посёлок в Пластовском районе Челябинской области России. Входит в состав Демаринского сельского поселения.

## География
Посёлок находится в лесостепной части области. В посёлке находится озеро Котлик. Расстояние до районного центра города Пласта 13 км.
Уличная сеть состоит из одной улицы: Окружной.

## Топоним
Считается, что название местности (озера, посёлка) восходит к распространенному в прошлом у башкир персидского мужского имени Котла, Котло — «благословенный», «счастливый».

## История
Посёлок основан во второй половине XIX века на месте селения золотопромышленником Е.М. Симоновым, который построил хутор. Входил в Карачельскую волость Троицкого уезда Оренбургской губернии. 
В 1929 году создан колхоз «12 лет Октября».

## Население
| 2002 | 2010 |
| ---- | ---- |
| 131  | ↘109 |

## Инфраструктура
- Отделение ООО «Пластовское»,
- клуб.

## Транспорт
Начальный пункт автомобильной дороги регионального значения 75К-342 Котлик — автодорога Пласт — Демарино — Старый Кумляк  протяжённостью 1,885 километра. 